# Philae
Philae (někdy foneticky Fílé; v egyptštině Pilak, řecky Φιλαί) byl ostrov na Nilu v dnešním jižním Egyptě jižně od 1. kataraktu u Asuánu na historické hranici mezi Egyptem a Núbií, na němž byl postaven jeden z nejznámějších chrámů starověkého Egypta zasvěcený bohyni Esetě. Chrám byl jako poutní místo významným náboženským centrem zejména v řecko-římské době, kdy byla většina komplexu vystavěna, a po nástupu křesťanství se stal posledním místem, kdy byl až do 1. poloviny 6. století udržován tradiční kult. Jsou zde zaznamenány nejmladší známé nápisy zapsané v hieroglyfech a v démotickém písmu.
V souvislosti s vybudováním Asuánské přehrady byl ostrov trvale zaplaven Nilem. V 70. letech 20. století proto byly před jejím zprovozněním všechny významné historické stavby záchrannou akcí UNESCO přesunuty na 800 metrů vzdálený uměle upravený ostrůvek Agilkija. Přesto je však chrám (a někdy i samotný ostrov, na němž nově leží) označován názvem místa svého původního umístění.
V roce 1979 byl chrám, někdy nazýván i jako „perla Nilu“ či „perla Egypta“, zapsán na Seznam světového dědictví UNESCO jako součást položky „Núbijských monumentů mezi Abú Simbelem a Philae“. Je jedním z nejnavštěvovanějších turistických cílů v Egyptě.

## Chrám ve starověku
Stavební činnost na ostrově začala v době 25. dynastie. Důkazy toho byly nalezeny v základech nejstarších dochovaných památek na ostrově.
Nejdůležitější část dějin chrámu se však začala psát až za dynastie Ptolemaiovské. Právě za jejich vlády vznikl chrámový komplex zasvěcený bohyni Eset. Umístění není náhodné, protože podle usirevovského mýtu se na ostrůvku Biga, ležícím kousek od chrámu, nachází jeden z hrobů Esetina manžela, boha Usíreva, který byl svým bratrem Sutechem roztrhán na 14 dílů, rozesetých po celém Egyptě. Na ostrově Biga měl dopadnout jeden z nich.
Tento chrámový komplex nechal založit již Ptolemaios I. Sótér a za následujících faraonů se dále rozrůstal. Zcela podle egyptských tradic na půdě tohoto chrámu uzavřeli manželství Gaius Iulius Caesar s královnou Kleopatrou VII.
Chrám byl dále dostavován a rozšiřován i v době, kdy se stal Egypt součástí Římské Impéria jako jedna z jeho provincií, o čemž svědčí i názvy některých částí chrámu: Traianův kiosek, Hadriánova brána, Augustův chrám, římská kaple.

### Popis chrámového komplexu
Jedná se však o chrámový komplex a třebaže hlavní chrám byl zasvěcen Esetě, nacházely se v něm i další svatyně. Na východní části ostrova se nacházely chrámy núbijských božstev Arsenufise a Mandulise ale také i chrám Imhotepa, stavitele, kterému svět vděčí za první pyramidu a který byl později zbožštěn.
Východní části ostrova dominuje již zmiňovaný Traianův kiosek, který byl postaven na jeho počest, když měl tento chrám osobně navštívit, k návštěvě ale nakonec nikdy nedošlo. Na sever od kiosku stojí chrám zasvěcený Hathor a komplex na severu uzavírají Augustův chrám a Diokleciánova brána.
Na západní části (bráno od severu) se nachází chrám Hora mstitele. Kolem něj se lze dostat k severní části hlavního chrámu. Po východním pobřeží ostrova se dále na jih od Horova chrámu nachází Hadriánova brána, kterou se lze dostat mezi první a druhý pylon hlavního chrámu. Na tomto nádvoří se nachází mamissi (=chrám zrození) a římská kaple.

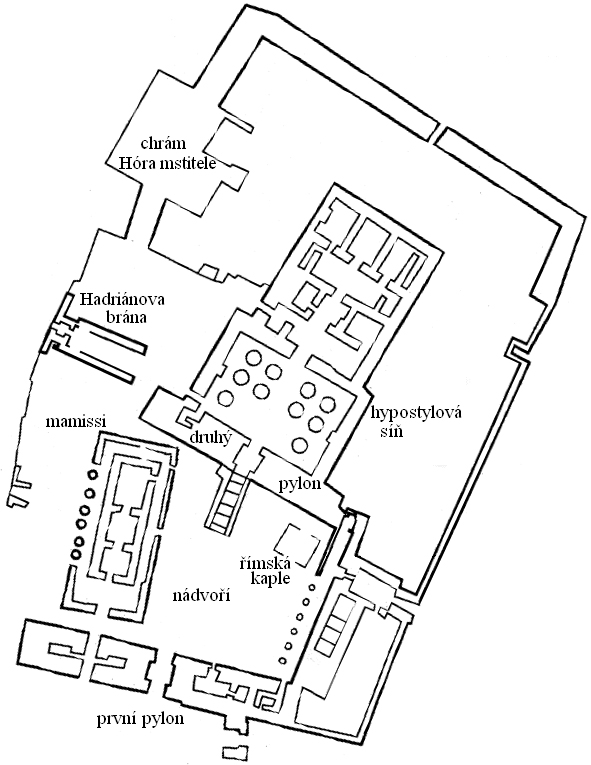
Plán Esetina chrámu

### Esetin chrám
Vlastní Esetin chrám je postaven podle klasických egyptských architektonických principů stavby chrámů.

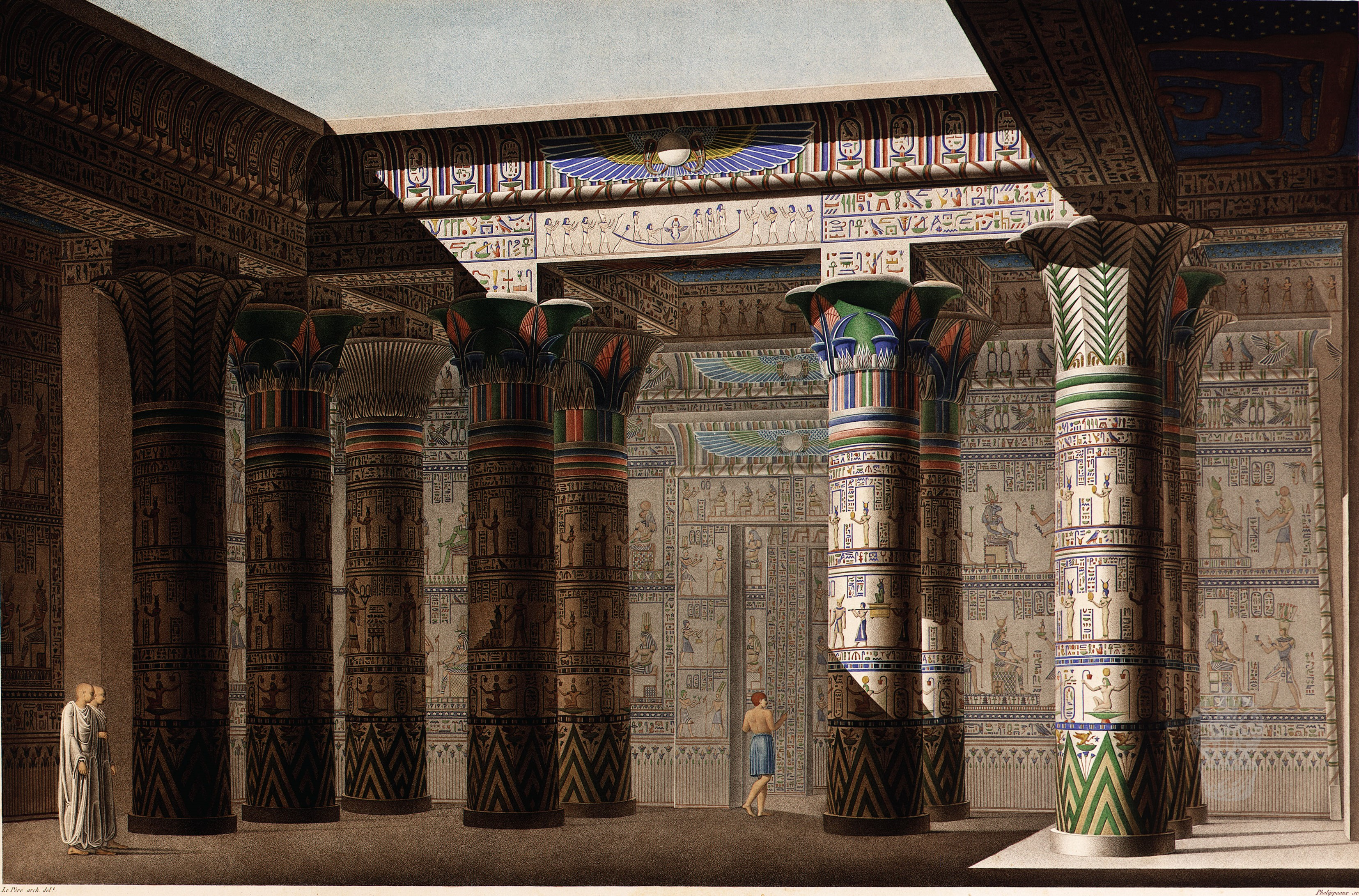
Hypostyl v Esetině chrámu

Vstupuje se do něj prvním vstupním pylonem, čímž se dostaneme na nádvoří. Jeho východní část tvoří chrám mamissi, chrám zrození, který byl místem oslavování narození faraona.
Na druhé straně nádvoří naproti prvnímu pylonu se nachází pylon druhý, před jehož východní částí se nachází římská kaple, jeden z dokladů, že chrám se nadále rozvíjel a rozšiřoval i pod nadvládou Římanů.
Za tímto druhým pylonem se nachází sloupová síň, neboli hypostyl. Hypostylová síň na Philae však neměla zcela uzavřený strop. V první řadě sloupů jakoby dva chybí a ta část stropu, který by podpíraly, není. Nejedná se o zhroucenou část stropu (jak by se mohlo z popisu zdát), ale o architektonický záměr.
Za hypostylem se nalézá vnitřní svatyně, kde stávala socha bohyně Eset, která byla v tomto chrámu uctívaná.

## Poslední bašta egyptského náboženství
Ještě v první polovině šestého století (za vlády východořímského císaře Iustiniana I.) byl chrám na ostrově Philae poslední chrám, kde se praktikovaly starověké náboženské obřady ale roku 535 (ačkoliv některé zdroje říkají 551 či ještě později) byl z rozkazu císaře uzavřen, což znamenalo oficiálně konec egyptského náboženství. Tomuto uzavření však o téměř 150 let dříve (392) předcházel zákaz všech nekřesťanských náboženských obřadů na území Impéria, jehož byl Egypt tou dobou součástí. Ale navzdory tomu zde v tomto chrámovém komplexu egyptské náboženství přečkalo dál.
To, že již neexistoval oficiálně žádný chrám, však neznamenalo konec faktický a původní náboženství bylo dál udržováno v podobě lidové. Asi na tom takto nebyla většina země, mnohem pravděpodobnější je, že původní náboženství bylo v menšině. Ani okamžikem uzavření chrámu pravděpodobně nepřestalo existovat úplně.
Nicméně vpád Arabů do Egypta roku 640 posléze dokončil to, co případně křesťanství nestihlo. Po vlně christianizace, která se zemí přehnala v předchozích stoletích, následovala vlna islamizace, která se s původním náboženstvím již téměř nesetkala.

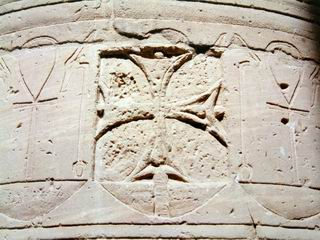
Koptský kříž

## Philae jako kostel
V témže roce, kdy byl chrám uzavřen (535), vysvětil ho biskup Theodor na kostel sv. Štěpána, a tím zahájil kontinuitu jeho fungování i v křesťanském světě. Existují dohady, že v této době docházelo ke společnému využívání prostor komplexu jak křesťany tak i původními věřícími. To by mohlo být i příčinou různých dat ukončení jeho egyptského fungování. Další vysvětlení pozdějších roků může být v uzavření chrámu i jako křesťanského kostela.
Používání chrámu křesťany se na něm neblaze podepsalo. Mnoho reliéfů bylo záměrně poškozeno a stesáno a na mnoha místech byl do kamene vytesán symbol kříže. Nejvíce je to vidět na prvním pylonu, kde postava bohyně Eset nalevo od vchodu jimi byla značně poškozena, zatímco postava na pravé straně vchodu, dotčená pouze zubem času, je velmi zachovalá.

## Philae pod vodou

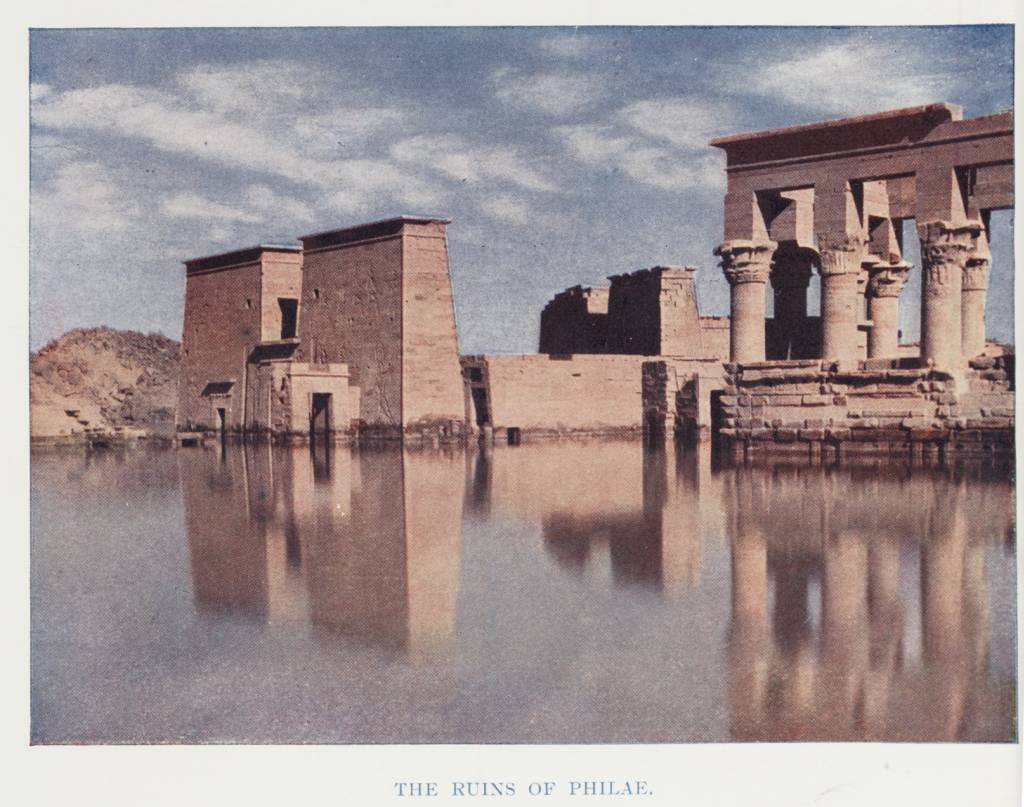
Zaplavený chrám (1910 - kolorováno)

Poprvé vody Nilu ohrozily chrám roku 1902, kdy býval chrám kvůli první Asuánské přehradě na deset měsíců v roce zaplaven. Nad hladinu se vynořoval jen po ony dva měsíce, kdy byla přehrada částečně vypouštěna. Ještě během prvního desetiletí se však začalo mluvit o navýšení přehrady, které by mělo za následek ještě silnější zaplavování chrámu. K němu nakonec došlo a o několik let později byla přehrada navýšena podruhé.
Když se na počátku šedesátých let rozhodlo o výstavbě vysoké asuánské přehrady, hrozilo, že se Philae ocitne pod vodami Nilu navždy. Vodní eroze by pak hrozila chrámový komplex na ostrově zničit.

### Záchranné práce
Díky zásahu UNESCO byly památky na Philae zachráněny a to přesunem na jiný ostrov, který zvýšenou hladinou již neměl být zaplaven. Záchrana komplexu trvala od roku 1972 do roku 1980. Ostrov Agilkija, který se nachází 300 metrů od původního ostrova, byl upraven tak, aby na něj mohly být přeneseny všechny památky. Ostrov byl zvětšen a změnil se i jeho tvar, aby co nejvíce odpovídal původnímu ostrovu Philae.
Komplex byl nejprve obehnán provizorní 15 metrů vysokou nepropustnou stěnou. Stavby pak byly rozebrány, jednotlivé kameny pečlivě označeny a přemístěny na nový ostrov, kde byl celý chrámový komplex znovu sestaven. Na rozdíl od chrámu v Abú Simbelu (který byl také přesunut kvůli Násirovu jezeru) byla práce zde jednodušší, neboť se nemusela řezat skála, ale stačilo již před stovkami let opracované kvádry vyzvednout z jejich umístění a pak je přesunout na odpovídající místo v novém areálu.

## Galerie

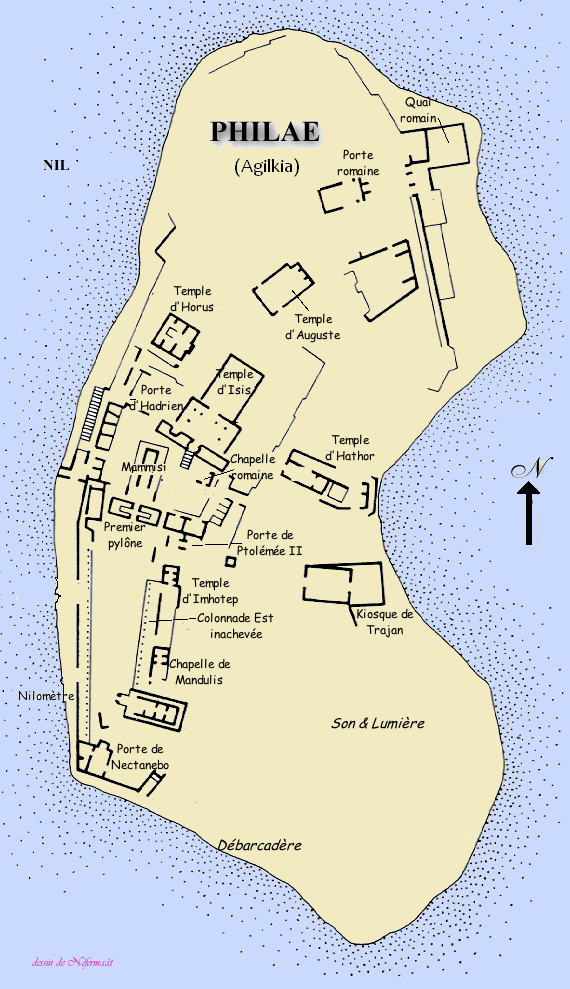
Plán chrámového komplexu
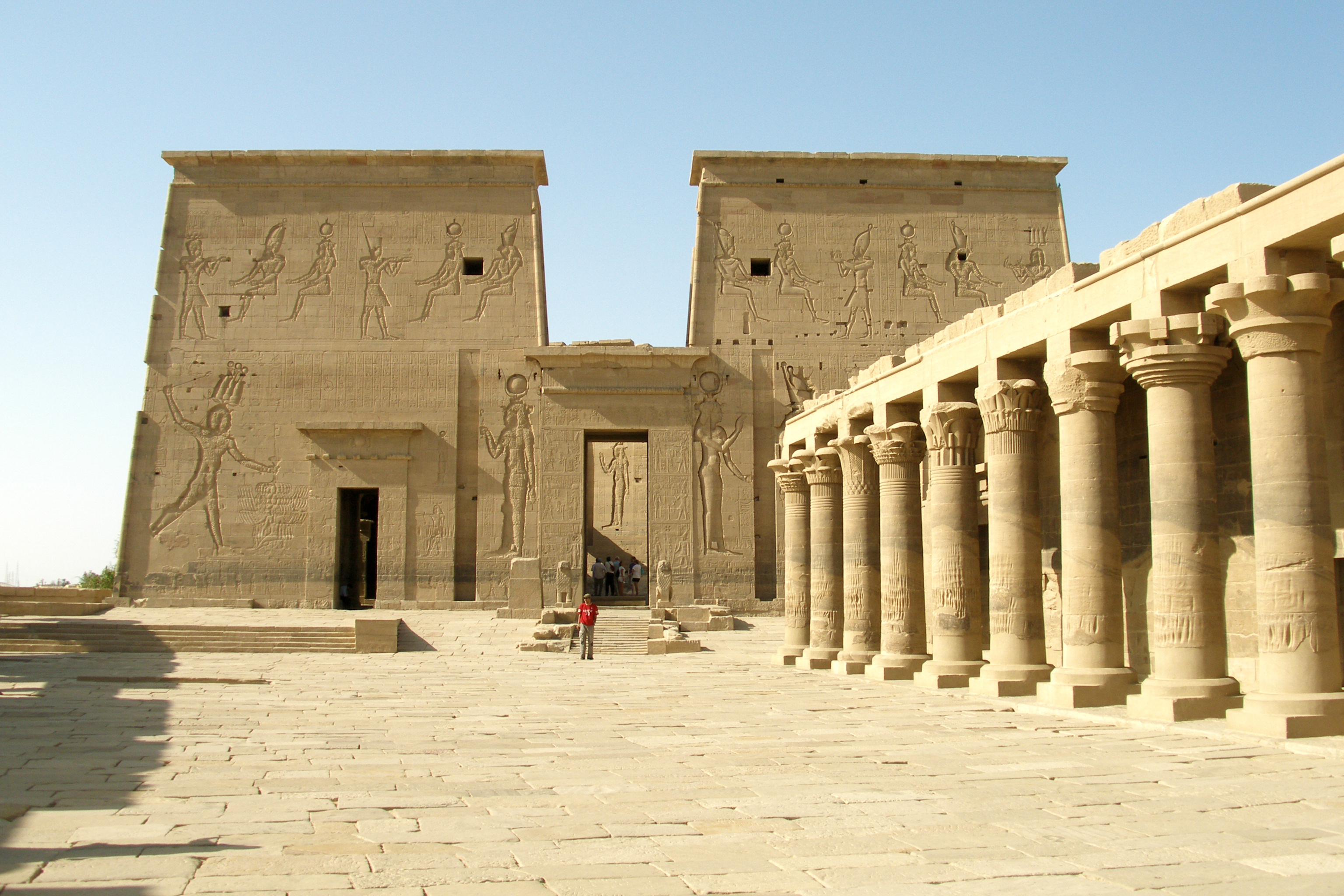
Pohled na první pylon
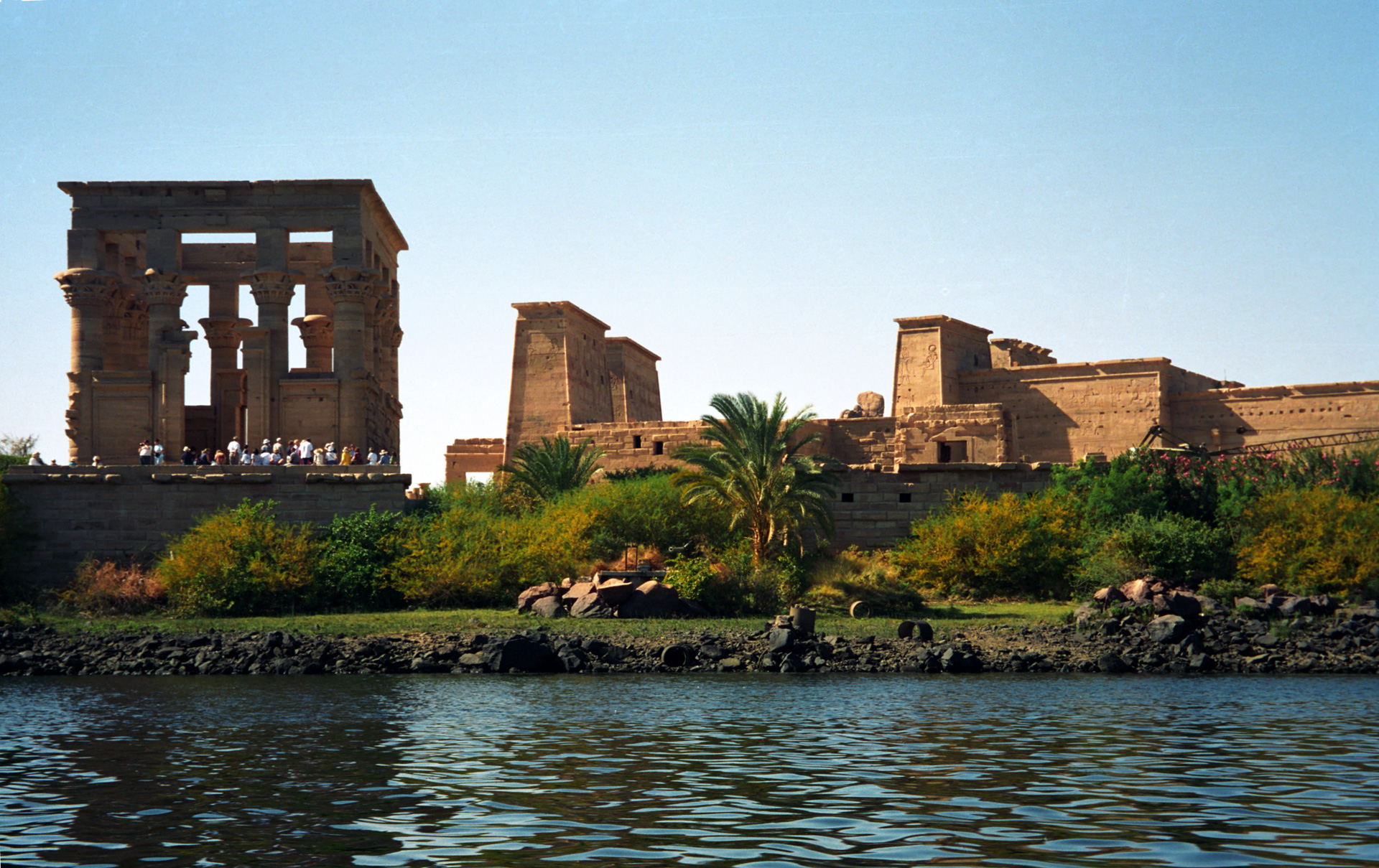
Pohled na ostrov z východu
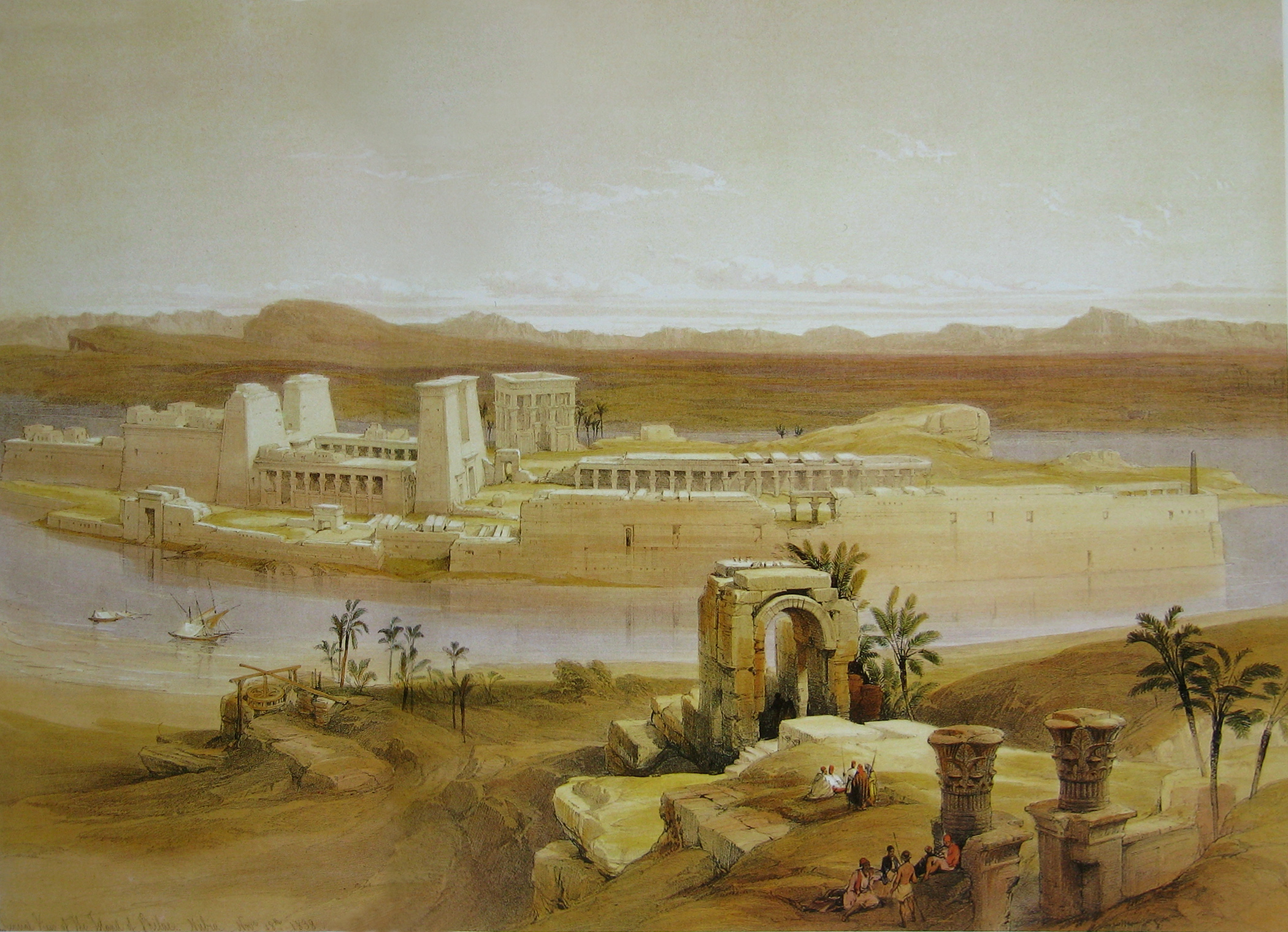
Komplex na malbě Davida Robertse (1838)
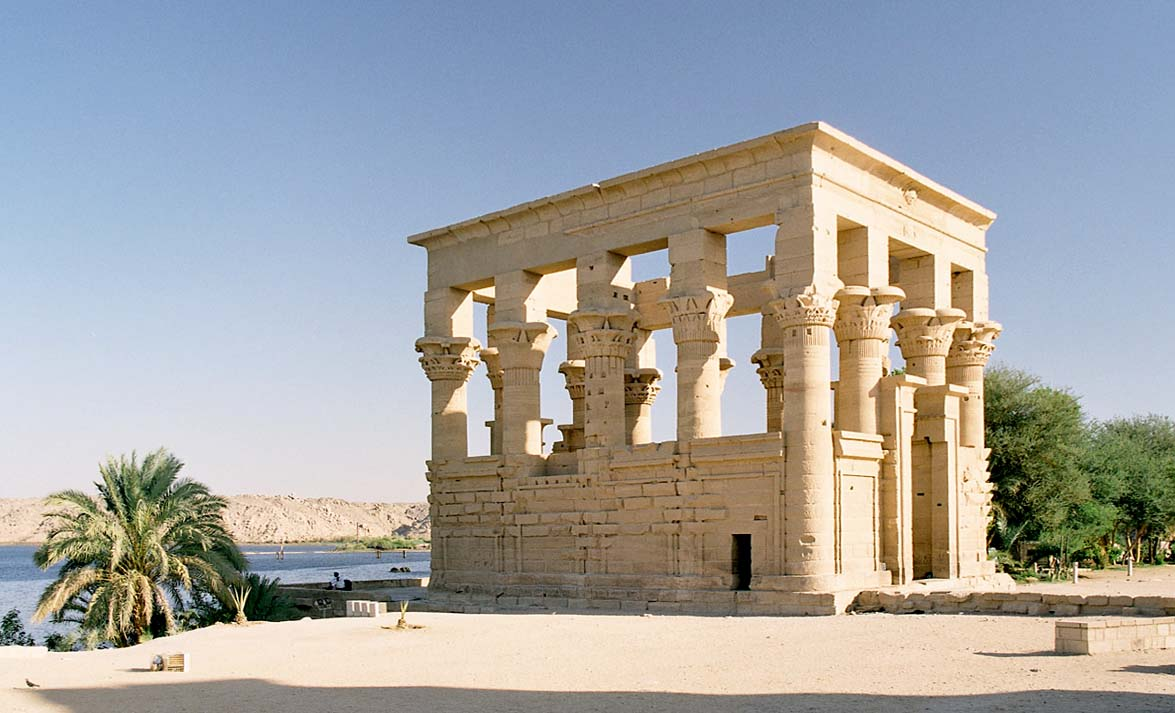
Traianův kiosek
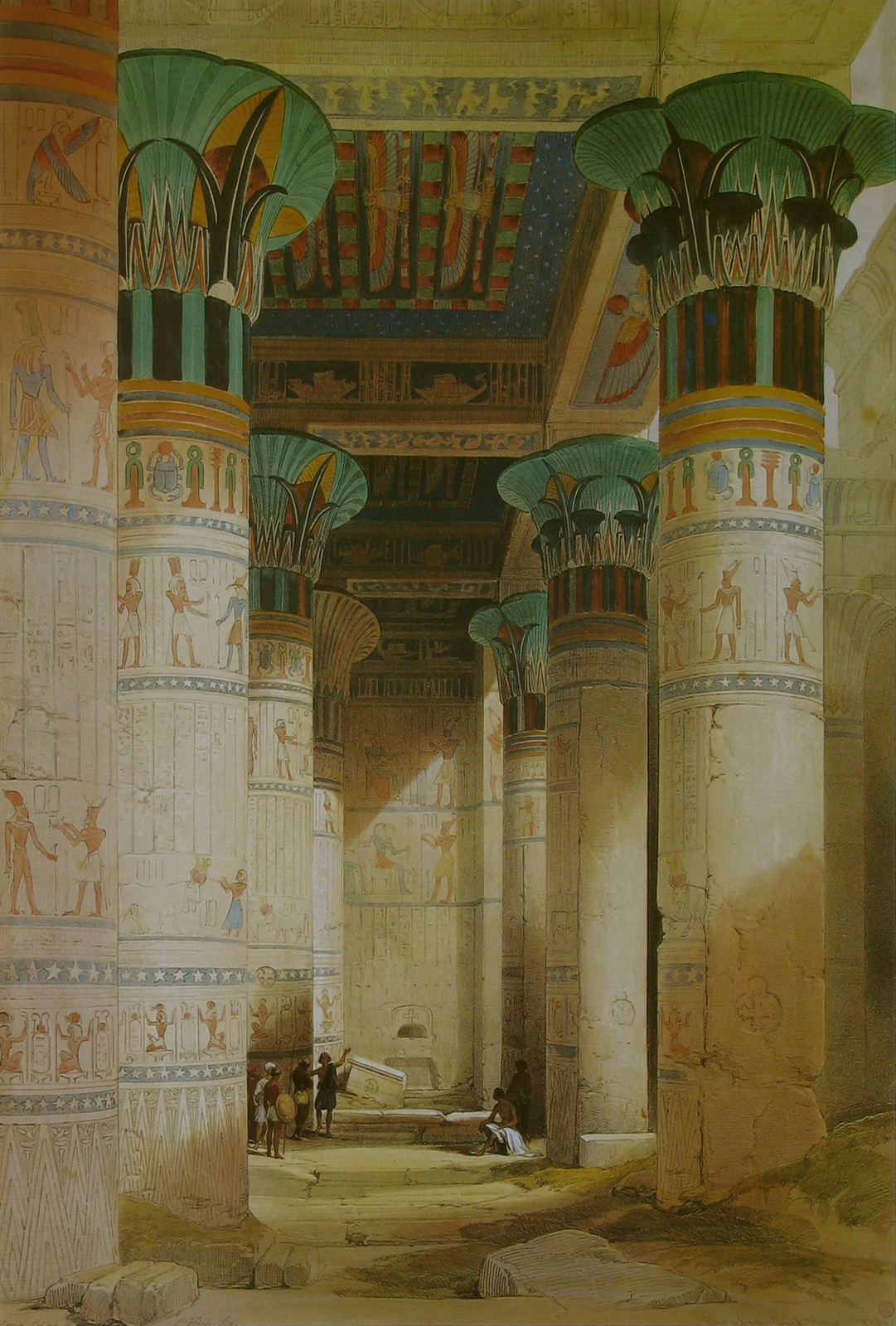
Vnitřek chrámu na malbě Davida Robertse (1838)
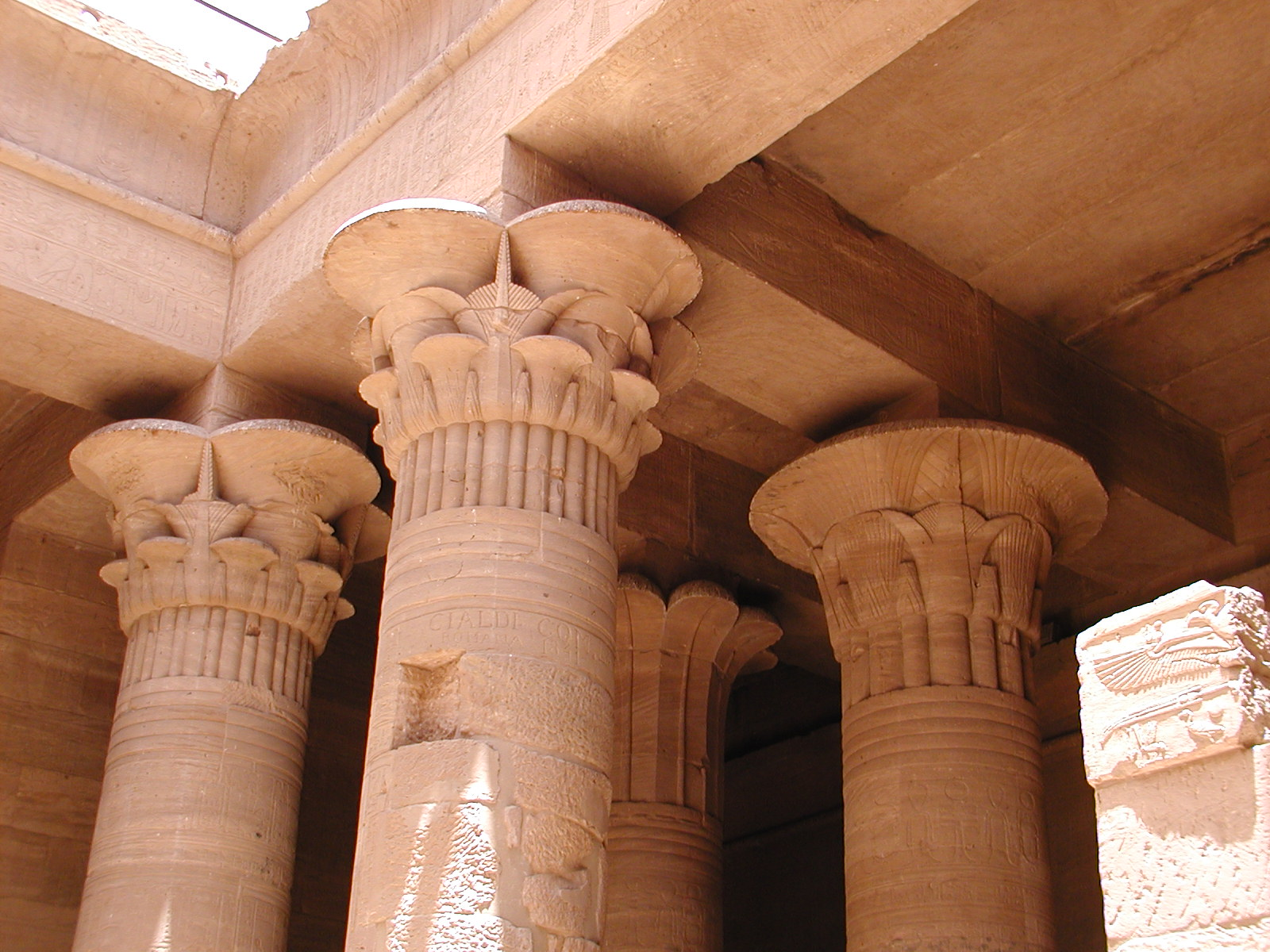
Lotosové, papyrové, a palmové hlavice sloupů v hypostylu
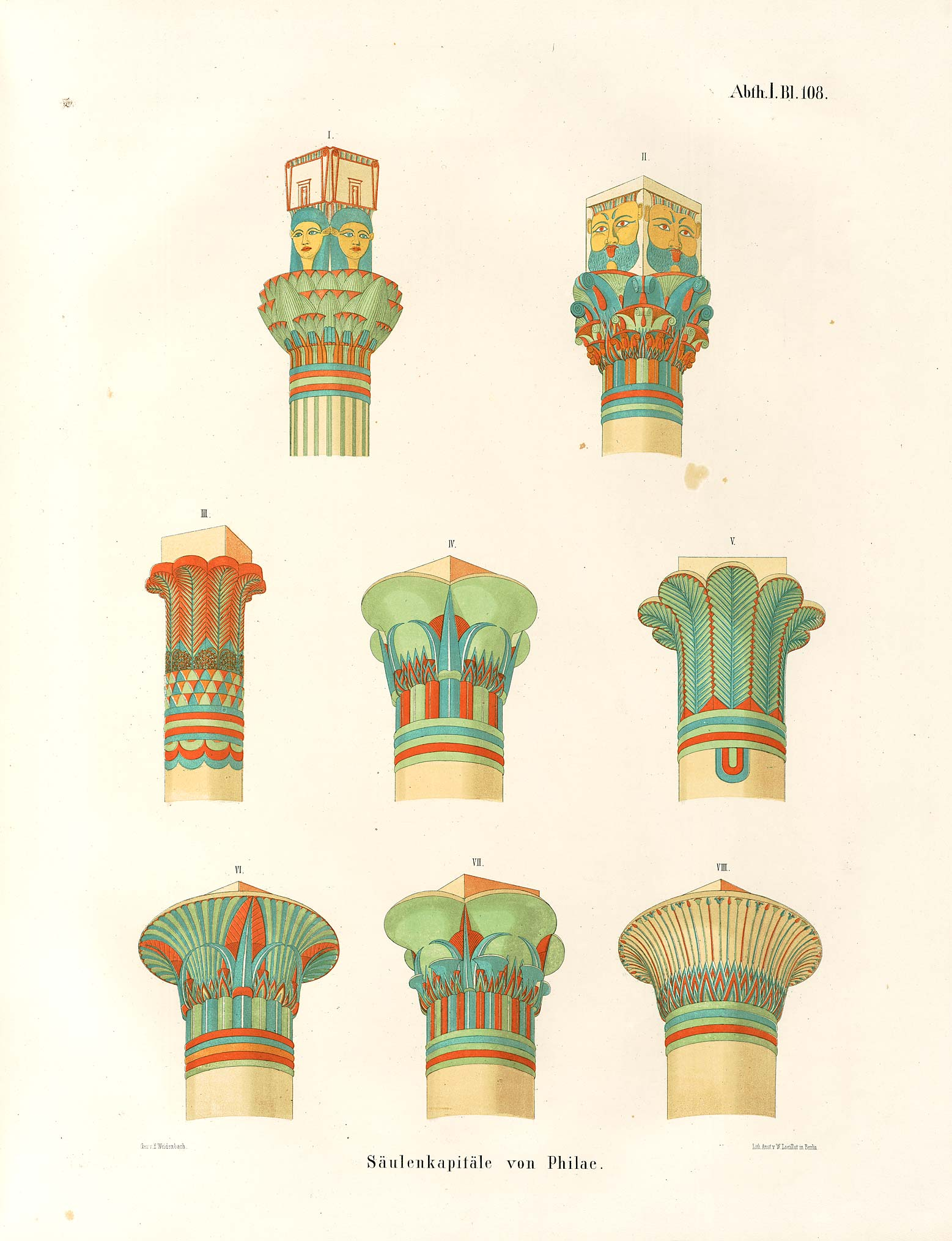
Rekonstrukce kolorizace hlavic sloupů